# 테겔 교도소
테겔 교도소(독일어: Justizvollzugsanstalt Tegel)는 독일 베를린 라이니켄도르프구 라이니켄도르프에 있는 교도소이다. 1898년에 개소했으며 성인 남성 수형자의 징역형을 집행하고 있다. 교도소의 면적은 131,805 m², 외벽의 둘레는 1465 m, 감시탑은 총 13개소 설치되어 있다. 2021년 기준 수용 가능 인원은 867명, 근무자 수는 630명이다. 2020년 기준 총 수용자는 704명이며, 이 중 약 46%가 외국인이다. 수형자의 형기는 단기 징역형부터 종신형까지 다양하며, 보안감호 처분을 받은 수형자도 수용하고 있다.

## 역사
1896년 7월 26일에 교도소가 착공했고, 부설 교회도 동시에 설립되었다. 1898년 10월 1일 왕립 테겔 교도소(Königliche Strafgefängnis Tegel)로 개장하여 첫 수형자를 수용했다. 교도소 경계장벽 내부의 모든 시설은 1902년에 완공되었으며, 외부의 시설은 1906년에 완공되었다. 1916년에는 1호동(Verwahrhaus I)을 군사 교도소로 지정하여 감시원을 군인으로 배치했다. 1918년에는 테겔 교도소(Strafgefängnis Tegel)로 이름이 변경되었다. 1931년에는 3호동이 군사 교도소로 지정되었다.
1945년 4월 21일에는 교도소 업무가 중단되어 모든 수형자가 석방되었다. 제2차 세계 대전 종전 이후 프랑스군은 1945년 7월에 교도소의 관할권을 인수했고, 그 해 10월에 독일에 행정권을 반환하여 교도소 업무가 다시 시작되었다. 1955년에는 Strafanstalt Tegel로 이름이 변경되었다. 1957년에는 원형으로 건설된 장벽을 따라서 감시탑 5개소가 추가로 건설되었다. 1977년 4월 1일에는 현재의 명칭으로 변경되었다. 5호동(Teilanstalt V)은 1979년에 착공하여 1982년에 완공되었고, 6호동(Teilanstalt VI)은 1984년에 착공하여 1988년에 완공되었다.
베를린 헌법에 규정된 수형자 기준에 적합하지 않다는 이유로 2012년 가을에 1호동(Teilanstalt I) 건물은 마약 검사소를 제외하고 수형자가 전부 이감되었다. 2015년 7월에는 마약 검사소가 이전하고 1호동 건물의 철거가 결정되었으며, 2018년 7월에 철거가 완료되었다.

## 주요 수형자

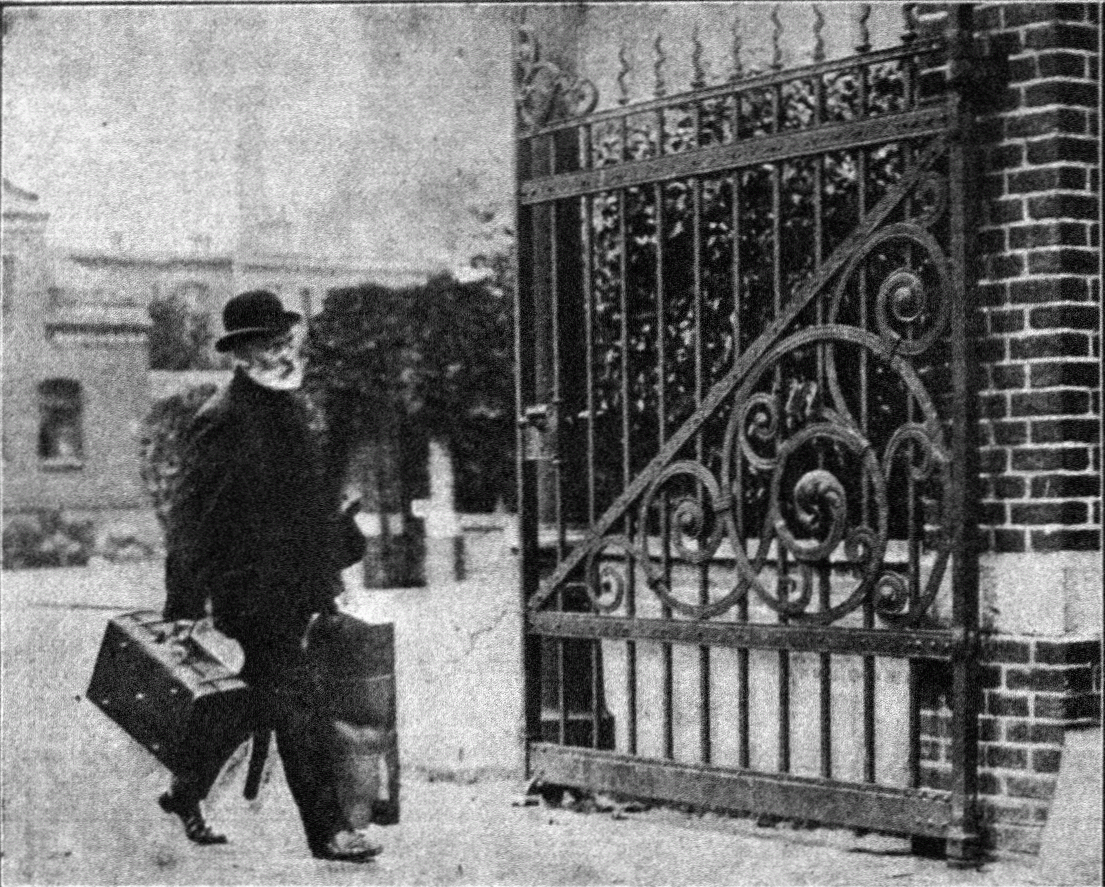
1908년 8월 16일에 석방된 쾨페니크의 대위

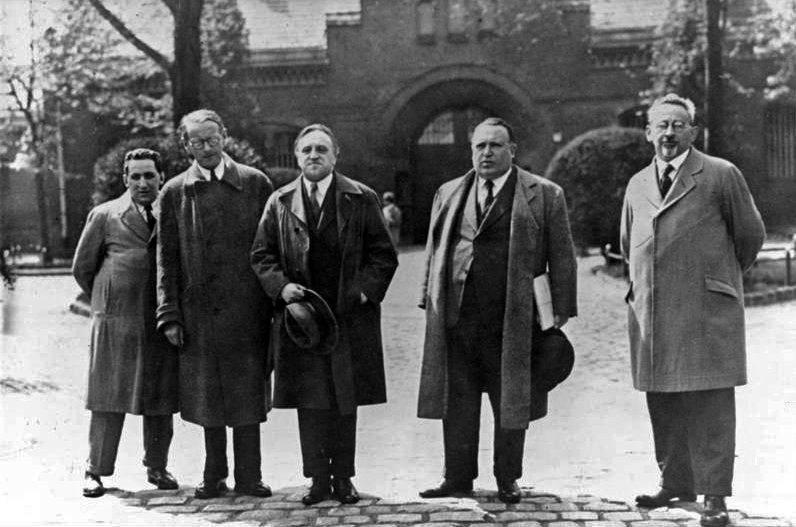
테겔 교도소에 수감된 카를 폰 오시에츠키

쾨페니크의 대위(Hauptmann von Köpenick)로 알려진 프리드리히 빌헬름 포크트(Friedrich Wilhelm Voigt)는 무장 단체(Köpenickiade) 결성 혐의로 2년간 징역형을 살았다. 빌헬름 2세의 사면령이 내려진 후 1908년 8월 16일에 석방되었다.
카를 폰 오시에츠키는 1932년 5월 10일부터 12월 22일까지 반역 혐의로 수감되었다.
베른하르트 리히텐베르크 신부는 1942년 5월 29일부터 1943년 10월 23일까지 유대인과 "비아리아계" 기독교인을 위한 활동을 이유로 수감되었다. 디트리히 본회퍼 목사는 1943년부터 테겔 교도소에 수감되어 있었으며, 이 시기에 옥중서간을 집필하기도 했다.
크라이자우 서클의 창립자 헬무트 폰 몰트케는 1944년 9월부터 1945년 1월 23일까지 테겔 교도소에 수감되어 있었다. 하랄트 푈하우 목사가 교도소 외부로 밀반출한 그의 아내에게 보내는 편지에서 테겔 교도소의 일상에 대해서 설명하고 있었다.
적군파에 가입하게 되는 안드레아스 바더는 1968년 4월 2일 백화점 방화 사건으로 징역 3년형이 선고되었다. 1970년 4월 4일 체포부터 5월 14일 석방까지 테겔 교도소에 수감되어 있었다.
Deso Dogg라는 이름으로 활동한 전직 래퍼 데니스 쿠스퍼트는 마약법 위반으로 테겔 교도소에 수감된 적이 있었다.
연쇄 살인마 토마스 룽(Thomas Rung)은 2000년에 테겔 교도소에 수감되었으며, 교도소 내에서 저지른 다른 범죄 혐의로 인하여 다른 교도소로 이감되었다.
우파록 밴드 란처와 Die Lunikoff Verschwörung의 가수인 미하엘 레게너(Michael Regener)의 징역형 말기에 테겔 교도소에 수감되었다. 2006년 10월 21일에는 독일 국민민주당에서 테겔 교도소 앞에서 그와의 연대를 표명하는 콘서트를 열기로 했음을 발표했다.
독일 연방정보원에서 2019년 발생한 젤림한 한고슈빌리 살인 사건의 용의자인 러시아 국적자 바딤 S.에 대한 위협을 탐지한 후 테겔 교도소로 이감되었다.

## 같이 보기
- 의사 재판
- 슈판다우 교도소
- 스가모 구치소

## 참고 문헌
- Das neue Strafgefängnis für Berlin bei Tegel. In: Zentralblatt der Bauverwaltung 1900, Heft 5, 20. Januar 1900, S. 28–29 (Digitalisat).
- Rainer Dabrowski: Verknackt, vergittert, vergessen: Ein Gefängnispfarrer erzählt. Gütersloher Verlagshaus, Gütersloh 2015, ISBN 978-3-579-07058-2.[9][10]